# 笑福亭べ瓶
笑福亭べ瓶（しょうふくてい べべ、1982年10月16日 - ）は、兵庫県西宮市山口地域出身の落語家（上方噺家）。本名∶島谷 幸治。アイランドプロモーション所属。
1982年生まれの、落語界五派の所属で一緒に落語会をしている「昭和57年会」（笑福亭べ瓶、三遊亭志う歌、三遊亭好の助、立川小春志、春風亭昇也）の一員。上方落語の出身で、2025年時点でも上方落語協会の会員であるが、2009年以降は東京を拠点としている。2025年4月より落語芸術協会に客員として加入した。

## 来歴
西宮市立山口中学校出身で、関西学院高等部時代は甲子園を目指す高校球児であった。関西学院大学在学中に落語家を志し、2002年5月1日、笑福亭鶴瓶に入門。13番弟子。血液型O型。東京ヤクルトスワローズの大ファン。
元の芸名は笑福亭瓶成（へいせい）。入門前の大学時代、アルバイト先のガストでバイトリーダーをしていた笑福亭瓶吾に入門の旨を相談したところ、鶴瓶の弟子であることを知った。
2002年10月に、ど真ん中ホールにて漫談で初舞台を踏み、同月のダイエー甲子園ホール「笑福亭鶴瓶一門会」が初高座となる。
しかし、以後3度の破門（2005年12月、2009年4月
、2010年4月
）を経験する。最初の復帰後の2008年11月には不祥事によりラジオ出演を謹慎する事態も起きた。2度目の復帰（2009年6月）後以降は 東京に拠点を移す。その半年後には「東西若手落語家コンペティション2009」の第5回で1位となった。
2011年12月に3度目の復帰を遂げ、高座名を"べ瓶"に変更した。2013年10月に東京と大阪で初の独演会「ベベコレ」を開く。
2014年11月にNHK新人落語大賞で本選に出場した
。2か月後の2015年1月に第52回なにわ芸術祭落語部門新人奨励賞を受賞。さらに同年6月には第1回 上方落語若手噺家グランプリに準優勝を遂げる。11月のNHK新人落語大賞では2年連続で本選に進出したが、今回も大賞には届かなかった。
2022年3月31日、師匠である鶴瓶との「親子会」を昼夜2回公演で開催。昼は新宿末廣亭(3月余一会)にて鶴瓶との対談後、「明石飛脚」と「妾馬」の二席を演じ、トリの鶴瓶が「らくだ」を披露。夜は赤坂レッドシアターにて昼と同じく鶴瓶との対談後、「相撲場風景」の一席と、トリで「らくだ」を披露。鶴瓶は中トリで自身の師匠であり、べ瓶にとっての大師匠である6代目松鶴とのエピソードを盛り込んだ「癇癪」を披露した。
2024年10月11日 - 20日に、浅草演芸ホール夜席において、落語協会の寄席定席に初出演する（トリ：桂三木助（5代目）、柳家三三と交互出演）。
2025年4月、落語芸術協会に客員として入会。上方落語協会会員で落語芸術協会に籍を置くのは笑福亭鶴光に次いで2人目となる。

## 受賞
- 2015年1月 「第52回なにわ芸術祭落語部門」新人奨励賞
- 2015年6月 「第1回 上方落語若手噺家グランプリ」準優勝
- 2022年3月 「令和3年度花形演芸大賞」金賞[13]

## 出演

### 番組
- MBSヤングタウン日曜日（MBSラジオ）
- 原田年晴のラジオでおはよう!（ラジオ大阪）
- あん!（MBSテレビ）
- アフロのしっぽ（テレビ大阪）
- 情報ワイド とっておき滋賀545（水曜、木曜）（びわ湖放送 2009年4月1日 - 16日）メイン司会:竹中美彩。
- 地域情報プレゼンター　びびドキッ!（びわ湖放送）※ロケ担当。
- 吉佐登・瓶成の"おこしやす!"（KBS京都ラジオ、水曜フリーウェーブ内2部）
- あほやねん!すきやねん!（NHK大阪放送局）※金曜・中継リポーター
- こんちわコンちゃんお昼ですょ!（MBSラジオ）※2008年4月から「街角ステーション」月曜リポーター
- ねっとわーくPLUS（ベイ・コミュニケーションズ）
- 知っとこネット!2
- ファミレストーク王決定戦
- 週刊タイガースかわら版（ベイ・コミュニケーションズ）
- 瓶太のあなたの町におじゃまします!（ベイ・コミュニケーションズ）
- べ瓶の週刊スワローズ!（Ustream 2013年1月 -　2月）
- 笑福亭べ瓶のスワいち!（ニコニコ動画 2014年4月 -　）
- おしたて！ツキムラ情報局B（KBS京都ラジオ）
- 笑劇！！テレマルシェ☆ショッピング（ラジオ大阪）
- 限界を知り 町を守る 　西宮市消防局“一年生”の訓練（ベイ・コミュニケーションズ） ※ナレーション
- 水曜しょーもなニュース（WALLOP）
- 桂文枝の落語新世紀（NHK大阪放送局 2016年1月8日）
- 大堀商事小島事業部新人山根（2018年9月16日、アイドル専門チャンネルPigoo）
- お正月だよ!笑点大喜利まつり～木久扇 笑点50年記念3時間SP～（日本テレビ、2020年1月1日）※東西対抗大喜利 西軍解答者
- 金曜アドバンス 生放送だよ！ワンチーム落語(BSテレ東、2020年11月20日）
- 山ちゃんと昇太のワンチーム落語だよ！（BSテレ東、2021年3月27日）

### 舞台
- BANK（TEAM 1g)
- YELL!（TEAM 6g)
- 星灯り（TEAM 6g)
- 美しい日々(TEAM6g)
- トラッシュ(BP計画)